# الدوري اللبناني الدرجة الثالثة
الدوري اللبناني الدرجة الثالثة هو دوري كرة القدم من الدرجة الثالثة في لبنان، تأسس في 1950، يلعب فيه 24 فريقا، ويشرف عليه الاتحاد اللبناني لكرة القدم. فاز بموسم 2018–19 نادي سبورتينغ الرياضي بيروت بعد أن لعب 14 مباراة، فاز بإحدى عشر منها، وتعادل في مباراة واحدة، وخسر في مباراتين.
تنقسم الفرق الـ 24 إلى ثلاث مجموعات في كل مجموعة ثمانية فرق، تلعب فيما بينها وفي نهاية المرحلة يتأهل أول فريقين من كل مجموعة إلى تصفيات الدور النهائي، لتلعب فيما بينها من مرحلة واحدة، ويعصد الأول والثاني إلى الدوري اللبناني الدرجة الثانية، ليحلوا محل الفرق الهابطة، ومن ناحية أخرى تلعب الفرق التي تحتل المركزين السابع والثامن في كل مجموعة في دوري الهبوط وهو مرحلة واحدة، حيث تهبط الفرق التي تحتل المراكز الأربعة الأخيرة إلى دوري الدرجة الرابعة.

## أندية الدرجة الثالثة اللبنانية

### فرق موسم 2018-19

#### المجموعة A
- نادي السلام الرياضي صور [الإنجليزية]
- الأمل معركة
- الاخوة الخرايب
- الرياضي العباسية
- بنت جبيل
- حاروف
- التقدم عنقون
- النهضة عين بعال

#### المجموعة B
- نادي سبورتينغ الرياضي بيروت
- الشرق
- الاتحاد حارة الناعمة
- نادي الأهلي صربا الرياضي
- الوحدة المرج
- الإرشاد شحيم
- نادي الهومنمن بيروت
- شباب مجدل عنجر

#### المجموعة C
- المجد طرابلس
- نادي أنصار حوارة الرياضي
- الشباب طرابلس
- المحبة طرابلس
- الرياضة والأدب
- المودة طرابلس
- أشبال الميناء
- الميرادور المنية